# 河合橋 (沼川)
河合橋（かわいばし）は、静岡県富士市の沼川に架かる、静岡県道171号吉原停車場吉原線上にある橋。

## 概要
河合橋は近世から存在する橋であり、別名に「柏橋」があった。
江戸から東海道を用いて吉原宿に至る場合は河合橋を通過する必要性があったため、多くの紀行文等に登場する。
風光明媚な眺望点としても知られており、絵画の題材としても選ばれ、川瀬巴水「月夜の富士(河合橋)」などが知られる。

## 歴史
延宝年間（1673年-1681年）成立『東海道巡覧記』には以下のようにある。
河合橋は板橋であり、柏橋とも言うとある。また二十四間の長さで鈴川にあり、この川下に三俣（三股淵）が所在するとある。また三股淵が能〈生贄〉の舞台の地であることを記している。
富士山興法寺で発行された「駿河国富士山絵図」にも河合橋は描かれているが、橋の下部に「字 生贄」とあり、鈴川に「生贄」という地名が存在していた。
元禄3年（1690年）成立、菱川師宣『東海道分間絵図』には「もと吉原」の次に「さわひばし 廿六ま」とあり、橋の長さは二十六間としている。また弘化4年（1847年）成立『諸國道中旅鏡』には「川井の橋長さ廿九間」とあり、二十九間とする。
寛政13年（1801年）成立の大田南畝『改元紀行』には以下のようにある。
南畝は川合橋を渡って吉原宿に到着した。また富士山を左に見る箇所である「左富士」を解説している。そして吉原宿は賑いが無いとしている。
十返舎一九『東海道中膝栗毛』には以下のようにある。
このように、柏橋（河合橋）から見る富士山が富士裾野の第一の絶景であると絶賛する描写がある。